# Biserica de lemn „Sfântul Arhanghel Mihail” din Zgurița
Biserica de lemn „Sf. Arhanghel Mihail” este o biserică amplasată în Zgurița, raionul Drochia, Republica Moldova. Este un monument arhitectural de importanță națională inclus în Registrul monumentelor Republicii Moldova ocrotite de stat cu nr. 658 (raionul Drochia). Datează din 1881.